# Händelöp (ort)
Händelöp eller Händelöps by är en tidigare småort på ön Händelöp i Västrums socken i Västerviks kommun, Kalmar län, söder om Västervik. 2015 hade folkmängden i området minskat och småorten upplöstes.
Byns fiskeläge bildar en triangel tillsammans med fiskelägena på Nävelsö och Marsö.